# Frederico Muggia
Frederico Muggia (ur. 19 czerwca 1984 roku) – włoski kierowca wyścigowy.

## Kariera
Muggia rozpoczął karierę w wyścigach samochodowych w 2004 roku od startów w Europejskim Pucharze Formuły Renault 2.0. W ciągu dwóch wyścigów, w których wystartował, nie zdołał jednak zdobyć punktów. W późniejszych latach pojawiał się także w stawce edycji zimowej Włoskiej Formuły Renault oraz Włoskiej Formuły Renault.

## Statystyki
| Sezon | Seria                                  | Zespół         | Wyścigi | Zwycięstwa | PP | NO | Podium | Punkty | Pozycja |
| ----- | -------------------------------------- | -------------- | ------- | ---------- | -- | -- | ------ | ------ | ------- |
| 2004  | Europejski Puchar Formuły Renault 2000 | BVM Racing     | 2       | 0          | 0  | 0  | 0      | 0      | NS      |
| 2005  | Włoska Formuła Renault                 | BVM Racing     | 16      | 0          | 0  | 1  | 1      | 60     | 9       |
| 2005  | Europejski Puchar Formuły Renault 2.0  | BVM Racing     | 2       | 0          | 0  | 0  | 0      | 0      | NS      |
| 2005  | Włoska Formuła Renault (edycja zimowa) | BVM Racing     |         |            |    |    |        | 6      | 15      |
| 2006  | Europejski Puchar Formuły Renault 2.0  | BVM Motorsport | 14      | 0          | 0  | 0  | 0      | 10     | 18      |
| 2006  | Włoska Formuła Renault                 | BVM Minardi    | 6       | 0          | 0  | 0  | 0      | 34     | 15      |